# SciAps 200
Das SciAps 200 ist ein Autorennen der NASCAR Xfinity Series. Es findet seit 1990 jährlich auf dem New Hampshire Motor Speedway in New Hampshire statt. 
2006 gewann Carl Edwards das Rennen, welches damals den Namen New England 200 trug.
2007 gewann Kevin Harvick vor Carl Edwards, nicht für das Rennen qualifiziert hatte sich Ian Henderson.
Im Jahr 2008 gewann Tony Stewart das Rennen am 28. Juni.

## Sieger
- 2011: Kyle Busch
- 2010: Kyle Busch
- 2009: Kyle Busch
- 2008: Tony Stewart
- 2007: Kevin Harvick
- 2006: Carl Edwards
- 2005: Martin Truex junior
- 2004: Matt Kenseth
- 2003: David Green
- 2002: Bobby Hamilton jr.
- 2001: Jason Keller
- 2000: Tim Fedewa
- 1999: Elton Sawyer
- 1998: Buckshot Jones
- 1997: Mike McLaughlin
- 1996: Randy LaJoie
- 1995: Chad Little
- 1994: Derrike Cope
- 1993: Robert Pressley
- 1992: Jeff Burton
- 1991: Kenny Wallace
- 1990: Tommy Ellis